# Phototaxie
La phototaxie (ou le phototaxisme ou encore le phototactisme) est le phénomène par lequel des cellules corporelles, des bactéries ou d'autres organismes uni- ou pluricellulaires (plantes, champignons, animaux) se dirigent ou dirigent leurs mouvements en fonction de la lumière présente dans leur environnement. C’est l'un des types de taxie qui se distingue du phototropisme, phénomène de croissance dont l'orientation dépend de celle de la lumière.
On parle de phototaxie positive lorsqu'il y a attirance, et de phototaxie négative lorsqu'il s'agit de répulsion.

## Exemples de phototaxie
- La puce de mer présente une phototaxie négative le jour, et une phototaxie positive la nuit.
- Les euglènes ont un capteur photosensible unique qui leur permet de s'orienter en fonction de la lumière.

## Perturbations de la phototaxie
Elles peuvent provenir de la pollution lumineuse qui apporte de la lumière à un moment anormal du cycle chronobiologique.
De même que certains médicaments peuvent causer une photophobie, certains produits toxiques (éléments-traces métalliques ou métaux lourds ou métalloïdes par exemple) peuvent interférer négativement avec la phototaxie, par exemple chez le crabe Carcinus maenas ou la crevette Palaemon serratus.